# 痴漢電車 いけない妻たち
『痴漢電車 いけない妻たち』（ちかんでんしゃ いけないつまたち）は、1992年（平成4年）製作・公開、瀬々敬久監督による日本の映画である。原題は『わたくしの汽車は北へ走つてゐるはずなのに ここではみなみへかけてゐる』（わたくしのきしゃはきたへはしっているはずなのに ここではみなみへかけている ）、表題はファーストリリース時の公開題である。ピンク映画として製作され、日本公開時に映画倫理委員会から成人指定（R-18）のレイティングを受けた。

## 略歴・概要
本作は、監督の瀬々敬久が自ら書き下ろしたオリジナルシナリオによるもので、脚本に記された本作の原題『わたくしの汽車は北へ走つてゐるはずなのに ここではみなみへかけてゐる』は、宮澤賢治の『春と修羅』初版本に収録された『青森挽歌』のなかの一文の引用である。国映が製作し、新東宝映画が配給、同年11月28日に公開された。同年10月10日に公開された瀬々の前作で、『わたくしといふ現象は仮定された有機交流電燈のひとつの青い照明です』という同じく宮澤賢治の『春と修羅』冒頭の一文を原題とし、同じく岸加奈子が主演した『禁男の園 ザ・制服レズ』の7週後の公開である。前作同様、瀬々が宮澤賢治にインスパイアされた時代の作品である。
日本でのビデオグラムは、1997年（平成9年）3月18日、ビデオメーカーのKUKIがVHSセルビデオとして橋口卓明監督の『痴漢電車 絶倫おんな』（1995年11月23日公開）とのカップリングで『痴漢電車 絶倫おんな/痴漢電車 いけない妻たち』のタイトルで発売した。日本以外に関しては、劇場配給・ビデオグラム等のオールメディアかつワールドワイドのオールライツをアメリカ合衆国の映画会社 PinkEiga.com が掌握しているが、ビデオグラムの発売は見当たらない。

## スタッフ・作品データ
- 企画 : 朝倉大介 [10]
- 監督・脚本 : 瀬々敬久
- 撮影 : 斎藤幸一
- 照明 : 笹塚ライト兄弟
- 編集 : 酒井正次
- 助監督 : 田尻裕司

- 製作 : 国映
- フォーマット : カラー映画 - スコープ・サイズ（2.35:1） - モノラル録音

## キャスト
クレジット順
- 岸加奈子
- 伊藤猛
- 伊東ゆう子
- 外波山文明
- 佐野和宏
- 蒲田市子
- 宵待闇四郎

## 関連事項
- 「痴漢電車」が含まれる映画一覧

## 註
1. 1 2  Chikan densha: Ikenai tsuma-tachi, Internet Movie Database （英語）, 2010年8月7日閲覧。
2. 1 2  痴漢電車 いけない妻たち、日本映画データベース、2010年8月7日閲覧。
3. ↑  『新・日本作家主義列伝』チラシ、アテネ・フランセ文化センター、1993年11月。
4. ↑  青森挽歌、宮澤賢治、宮沢賢治作品館、2010年8月7日閲覧。
5. ↑  春と修羅 序、宮澤賢治、宮沢賢治作品館、2010年8月7日閲覧。
6. ↑  禁男の園 ザ・制服レズ、日本映画データベース、2010年8月7日閲覧。
7. ↑  The Soul of Zeze 瀬々敬久自選作品集、アテネ・フランセ文化センター、2010年8月7日閲覧。
8. ↑  痴漢電車 絶倫おんな、日本映画データベース、2010年8月7日閲覧。
9. ↑  http://www.pinkeiga.com/ での検索結果、2010年8月7日閲覧。
10. ↑  朝倉大介、日本映画データベース、2010年8月7日閲覧。